# Liste der Monuments historiques in Lauris
Die Liste der Monuments historiques in Lauris führt die Monuments historiques in der französischen Gemeinde Lauris auf.

## Liste der Bauwerke
| Bezeichnung | Beschreibung | Standort                 | Kennzeichnung | Schutzstatus | Datum | Bild           |
| --- | ------------ | ------------------------ | ------------- | ------------ | ----- | -------------- |
| Pfarrkirche Notre-Dame-de-la-Purification Innendekor                                                                 |              | place de l’Église (Lage) | PA00082061    | Classé       | 1990  | weitere Bilder |
| Schloss Lauris Stützmauer, Einfriedungsmauer, Hydraulikanlage, Wasserbecken, Springbrunnen, Taubenhaus, Haus, Treppe |              | place du Château (Lage)  | PA84000036    | Inscrit      | 2003  | weitere Bilder |
| Waschhaus |              | (Lage)                   | PA00082062    | Inscrit      | 1989  | weitere Bilder |

## Liste der Objekte
| Bezeichnung                          | Beschreibung | Standort                             | Kennzeichnung | Schutzstatus | Datum | Bild |
| ------------------------------------ | --- | ------------------------------------ | ------------- | ------------ | ----- | ---- |
| Emporenorgel                         | François Borme und Charles Gazeau haben diese Orgel zwischen 1825 und 1830 gebaut.                                           | Kirche Notre-Dame-de-la-Purification | PM84001156    | Classé       | 1980  |      |
| Instrumentaler Teil der Emporenorgel | Der Spieltisch en fenêtre hat ein einziges Manualwerk mit acht Registern und ein französisches Pedalwerk mit zwei Registern. | Kirche Notre-Dame-de-la-Purification | PM84000446    | Classé       | 1980  |      |